# 賈天爵
賈天爵（1513年—？），字子修，號西坪，山西潞州府襄垣縣人，民籍，明朝政治人物。

## 生平
嘉靖十六年（1537年）丁酉科順天府鄉試第三十五名舉人。嘉靖二十六年（1547年）中式丁未科會試第二百八名，登第三甲第一百八十九名進士。兵部觀政，授行人司行人，升兵部车驾司主事，升职方司员外郎，擢武选司郎中，历河南彰德府、山东登州府知府。

## 家族
曾祖賈聰，府知事；祖父賈儒，訓術；父賈良相，驛丞。母郝氏；繼母申氏。子浔、滋、涵、澡、湀、沄、淘。